# NGC 965
NGC 965 (również PGC 9666) – galaktyka spiralna (Sc), znajdująca się w gwiazdozbiorze Wieloryba. Odkrył ją Ormond Stone w 1886 roku.